# 5725 Nördlingen
5725 Nördlingen là một tiểu hành tinh vành đai chính với chu kỳ quỹ đạo là 1602.7350496 ngày (4.39 năm).
Nó được phát hiện ngày 23 tháng 1 năm 1988.